# Контроль на кордоні
Зо́на ми́тного контро́лю — спеціально визначене місце в пунктах пропуску через державний кордон або в інших місцях митної території держави, в межах якого митні органи здійснюють митні формальності (забезпечення митного контролю товарів і транспортних засобів, протидія контрабанді тощо).
Зони митного контролю можуть розташовуватися у пунктах пропуску через державний кордон, на територіях морських і річкових портів, аеропортів, на залізничних станціях, на територіях підприємств, вільних митних зон, митних складів, складів тимчасового зберігання, а також в інших місцях, в яких діють спеціальні митні режими.
Зони митного контролю можуть бути постійними або тимчасовими, останні утворюються на час здійснення митного контролю.
Інфраструктура зони митного контролю, як правило, включає:
- службові приміщення для працівників митниці;
- місця для розвантаження, перевантаження та навантаження вантажів;
- місце для проведення митного огляду з наявністю технічних засобів контролю;
- майданчик для стоянки транспортних засобів;
- склади тимчасового зберігання (у випадку зміни транспорту або непрямого перевантаження);
- майданчик для стоянки затриманих транспортних засобів;
- відповідну інфраструктуру транспортного руху (залізничні колії, автомобільні дороги тощо) або пасажиропотоку («зелений» та «червоний» коридори) тощо.

За необхідності в зонах митного контролю передбачаються окремі транспортні смуги задля можливості блокування руху на період проведення митного контролю вантажу або транспортного засобу та прийняття рішення стосовно пропуску вантажів через митний кордон.
На практиці, в зонах митного контролю, що створені в пунктах міжнародних пасажирських перевезень, з метою швидкого пропускання пасажирів може проводитися двоканальний митний контроль за системою «зеленого» і «червоного» коридорів. Організація такого пропускання ґрунтується на знанні пасажирами вимог митного законодавства та правил митного оформлення. «Зеленим» коридором, як правило, користуються ті пасажири, що мають при собі товари, які можуть бути оформлені безмитно та без отримання спеціальних дозволів. Інші пасажири проходять через «червоний» коридор із заповненням та поданням митних декларацій. Втім така організація пропуску пасажирів не виключає можливості здійснення повного чи вибіркового контролю.

## Карантин
На кордоні інколи вводяться адміністративні та медико-санітарні заходи на обмеження контактів інфікованої або підозрілої на інфікування особи (осіб), тварини, вантажу, товару, транспортного засобу, населеного пункту, на рівні країни або між державами, що застосовуються для запобігання поширенню деяких небезпечних інфекційних хвороб.